# Представь нас вместе
«Представь нас вместе» (англ. Imagine Me & You) — романтическая комедия 2005 года режиссёра Ола Паркера.

## Сюжет
Фильм начинается с дня свадьбы Рэйчел (Пайпер Перабо) и Хека (Мэттью Гуд). Люси (Лина Хиди) держит цветочный магазин и привозит на свадьбу заказанные букеты. Перед свадебной церемонией Люси знакомится с Хеком, с Купером (Даррен Бойд) — другом Хека и его шафером на свадьбе, и с Ге (Бу Джексон) — младшей сестрой Рэйчел. Люси уходит из церкви до начала церемонии, но по пути случайно встречается взглядом с Рэйчел, которую отец (Энтони Хэд) ведет под венец. На свадебной вечеринке Рэйчел и Люси знакомятся. Люси помогает Рэйчел достать обручальное кольцо, которое та уронила в чашу с пуншем.
Спустя некоторое время Люси вместе с Купером приглашают на ужин в дом молодожёнов, в надежде что Купер, старый холостяк, сможет поближе познакомиться с девушкой. Но Люси обескураживает Хека, сообщив ему, что она лесбиянка. Купера же это нисколько не смущает и он не теряет надежды на близость с Люси.
Рэйчел чувствует сильную симпатию к Люси, которая возникла с самого первого взгляда. Один из вечеров, когда Хек оказывается занят по работе, они проводят вместе, посетив сначала футбольный матч, а потом зал танцевальных автоматов. В конце вечера Люси провожает Рэйчел до дома, и та, захваченная чувствами, хочет поцеловать её, но останавливает себя в последнее мгновение.
Следующие несколько дней Рэйчел старается остановить растущее влечение к Люси. Люси также не хочет разрушать союз молодоженов. В сильном эмоциональном напряжении Рэйчел приходит в магазин Люси и объявляет ей, что между ними не должно ничего быть и больше им лучше не встречаться. Люси не возражает. Рэйчел стремительно уходит, но тут же возвращается и, не в силах себя сдержать, целует Люси. Их ласки прерывает приход в магазин Хека, который зашёл, чтобы купить для Рэйчел цветы. Хек чувствует, что с женой что-то происходит и считает, что всему причина он сам. Рэйчел, находясь в задней части магазина, слышит слова Хека. Когда он уходит, Рэйчел убегает от Люси, решив, что их отношения должны закончиться. Люси понимает её и прощается.
Дома Рэйчел признается Хеку, что последнее время она была влюблена в другого человека. Но теперь она порвала с этим и хочет, чтобы ничто не мешало их счастью. Хек рассказывает об этом Куперу. Тот догадывается, что «другим человеком» является именно Люси и гневно обвиняет её в разрушении семьи друга. Люси же не желает ничего разрушать и решает уехать.
У Рэйчел тем временем наступает день рождения, который она отмечает вместе с Хеком у своих родителей. Во время празднования Ге рассказывает всем, что Люси собралась в поездку. Хек замечает реакцию жены на эту новость и понимает, что Рэйчел все ещё влюблена. Он, не желая быть «вторым номером» и жить во лжи, говорит Рэйчел, что им надо расстаться, после чего уходит.
Рэйчел признается родителям, что влюблена в другого человека, в женщину. Отец поддерживает её и сам решает отвезти в магазин к Люси. Мать решает отправиться с ними. Но там они узнают, что Люси уже уехала. Они бросаются её догонять. Застряв в пробке, Рэйчел забирается на крышу машины и во весь голос зовет Люси. Сидя в такси, Люси слышит голос Рэйчел и выбегает к ней. Встретившись посреди улицы среди столпившихся машин, девушки обнимаются и целуются.

## В ролях
| В ролях       |  | Персонаж |
| ------------- |  | -------- |
| Пайпер Перабо |  | Рэйчел   |
| Лина Хиди     |  | Люси     |
| Мэттью Гуд    |  | Хектор   |
| Даррен Бойд   |  | Купер    |

| В ролях      |  | Персонаж  |
| ------------ |  | --------- |
| Селия Имри   |  | Тесса     |
| Энтони Хэд   |  | Нед       |
| Сью Джонстон |  | Элла      |
| Бу Джексон   |  | Генриетта |

## Факты
- Актрисы Пайпер Перабо и Лина Хиди уже играли персонажей с гомосексуальной ориентацией. Пайпер Перабо сыграла Полли в фильме «Вас не догонят» (2001), а Лина Хиди — Бланш в «Одержимости» (2002). В жизни актрисы являются близкими подругами[1].